# F-Bajonett

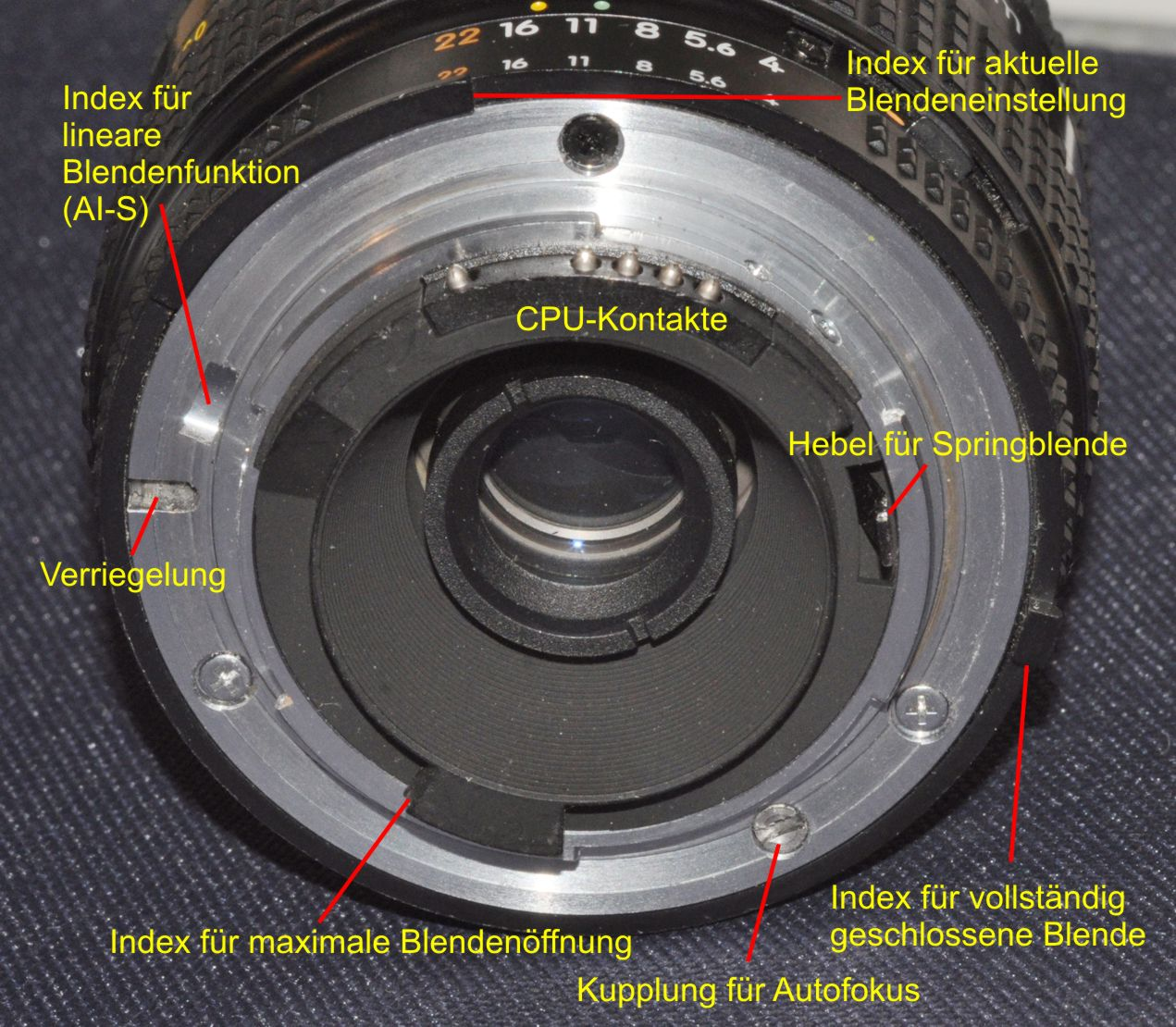
Ein Objektiv mit Nikon-F-Bajonett mit den Automatik-Übertragungselementen für die Blende, Brennweite und Autofokus

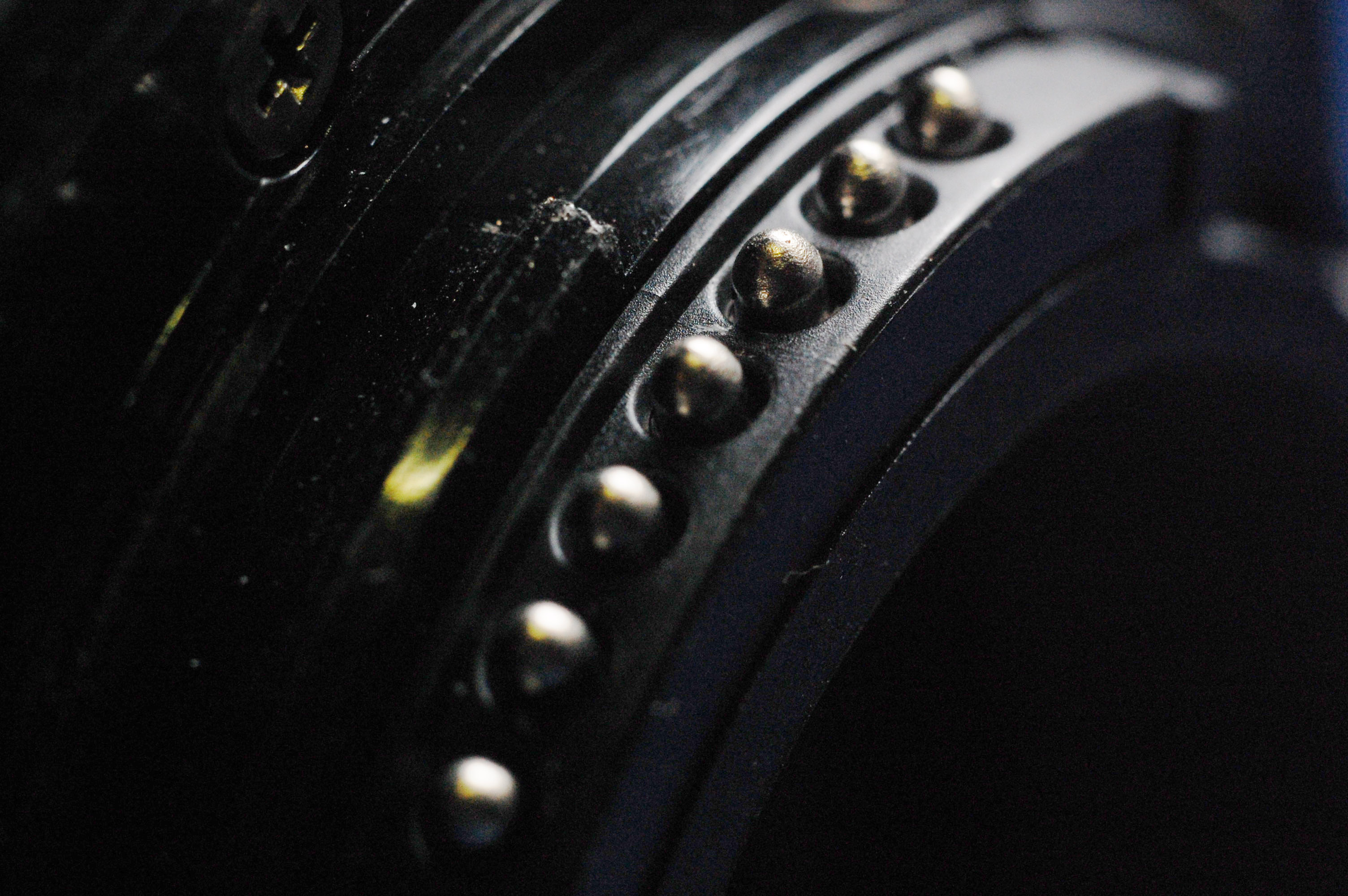
Die elektrischen Kontakte eines modernen AF-S-Objektivs mit Kunststoffbajonett

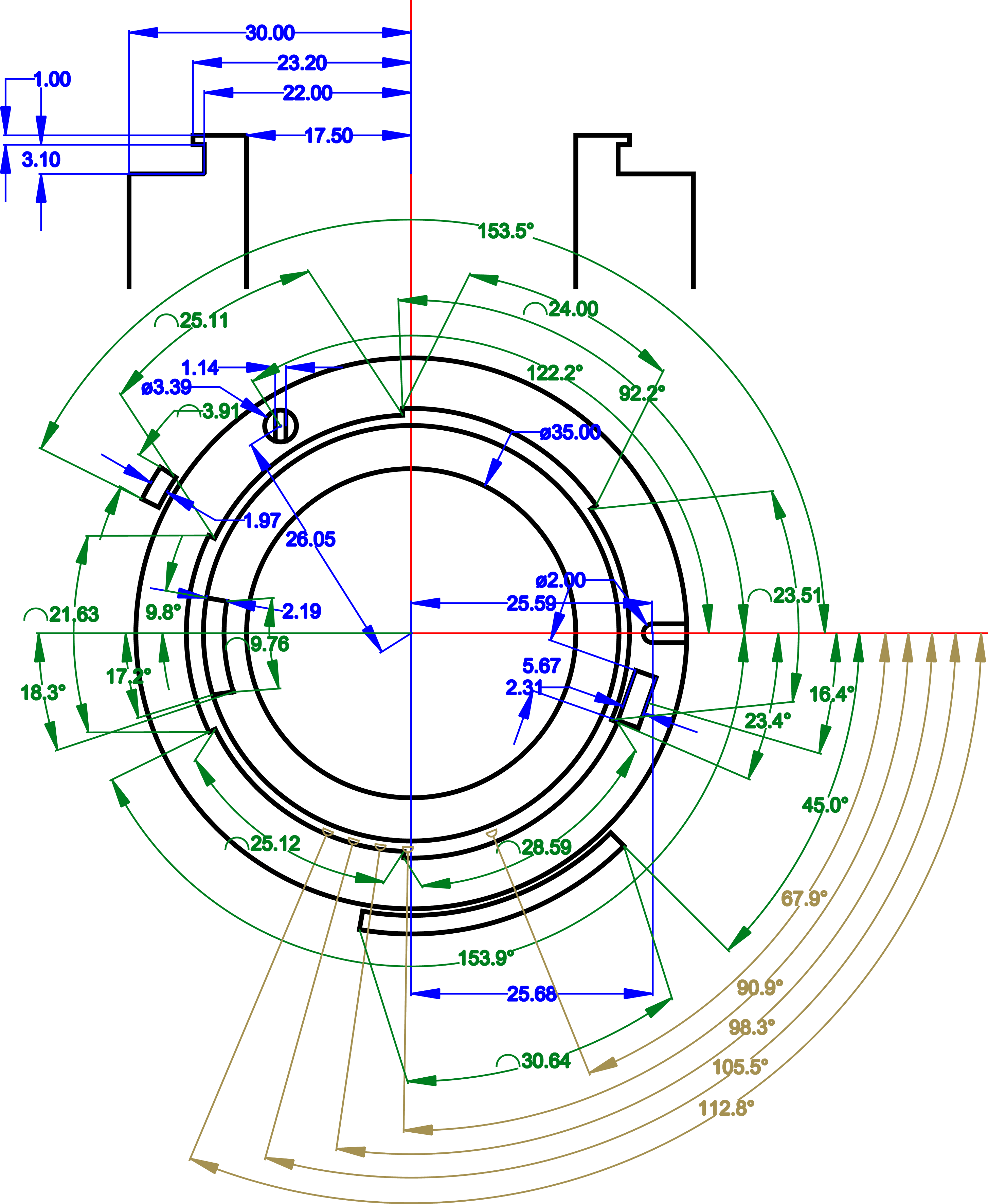
Abmessungen des F-Bajonetts

Das F-Bajonett ist ein Objektivbajonettsystem von Nikon. Es dient dem Anschluss von Objektiven an analoge oder digitale Spiegelreflexkameras und wurde im Jahr 1959 mit dem hauseigenen Kameramodell Nikon F eingeführt.

## Wortherkunft
Zur Zeit der Einführung des Modells Nikon F und ihres Bajonetts wurden Spiegelreflexkameras oft mit „R“ für Reflex bezeichnet. Da das „R“ aber international nicht phonetisch einheitlich ausgesprochen wird, wählte man zur Bezeichnung des neuen Systems den Buchstaben F aus Re-Flex aus.

## Charakteristika
Das F-Bajonett hat einen Durchmesser von 44 mm und wird – im Gegensatz zu den Systemen der meisten andern Hersteller – linksdrehend angeschlossen. Aufgrund des für Kleinbildkameras vergleichsweise großen Auflagemaßes von 46,5 mm ist es schwierig und wenig gebräuchlich, Kleinbildobjektive, die nicht für das F-Bajonett konstruiert wurden, an das F-Bajonett zu adaptieren. Es existieren verschiedene Adapterlösungen, die entweder ein zusätzliches optisches Element zum Ausgleich eines kürzeren Auflagemaßes enthalten, oder man verliert die Möglichkeit, das Objektiv auf Unendlich zu fokussieren. Objektive, die für ein größeres Auflagemaß konzipiert sind (z. B. für das Mittelformat), können ohne diese Einschränkung adaptiert werden.
Das Besondere an diesem System ist die weitgehende Kompatibilität der Objektive und Kameras über einen längeren Zeitraum. Das Nikon-F-Bajonett ist eines von nur zwei Objektivsystemen (zusammen mit dem K-Bajonett von Pentax), das nicht mit der Einführung des Autofokus eingestellt wurde. Stattdessen wurde es weiterentwickelt, um den neuen technischen Anforderungen zu genügen. Einige Kameras wie die Nikon Df, D300(s) und die Spitzenmodelle D5 und D6 können fast alle Objektive verwenden, die auch an die erste Nikon F passen. Die große Vielfalt an kompatiblen Objektiven bedeutet, dass das F-Bajonett das bisher größte System an Wechselobjektiven für Spiegelreflexkameras (SLR) darstellt. Über 400 verschiedene Nikkor-Objektive lassen sich, mit unterschiedlicher Funktionalität, damit verwenden.
Kompatible Objektive werden, außer von Nikon selbst, u. a. von den Firmen Sigma, Tamron, Tokina (Autofokus), von Carl Zeiss und Samyang (manuell) sowie Schneider-Kreuznach (Tilt-Shift) hergestellt sowie unter verschiedenen Handelsmarken wie Voigtländer oder Walimex vertrieben. Die Firma Fujifilm stellte kompatible digitale Spiegelreflexkameras mit Nikon-F-Bajonett her (S1 Pro bis S5 Pro), ebenso wie Kodak (DCS Pro 14n und DCS Pro SLR/n).

### Datenübertragung
Für die Datenübertragung zwischen Kamera, Objektiv und ggf. Telekonverter benutzt Nikon bis zu 10 elektrische Kontakte. Man kann zwischen drei verschiedenen Generationen der Datenübertragung unterscheiden: Das Kameragehäuse Nikon F3 AF benutzt 6 Pins, Ai-P und AF 5 Pins und AF-I/AF-S 7 bis 10 Pins. Die Pins 8 bis 10 existieren nur an manchen AF-I-, AF-S- sowie den E-Objektiven.
Folgende Belegungen kann man sich aus verschiedenen Nikon-Reparaturhandbüchern ableiten:
| Pin   | F3 AF                                                           | Ai-P/AF                                                         | AF-I/AF-S                                                       |
| ----- | --------------------------------------------------------------- | --------------------------------------------------------------- | --------------------------------------------------------------- |
| P1    | Spannungsversorgung wenn Belichtungsmesser aktiv (VCC) (5 V DC) | Spannungsversorgung wenn Belichtungsmesser aktiv (VCC) (5 V DC) | Spannungsversorgung wenn Belichtungsmesser aktiv (VCC) (5 V DC) |
| P2    | Read/Write (RW1)                                                | Read/Write (RW1)                                                | Read/Write (RW1)                                                |
| P3    | Near to Far                                                     | Serial Clock von Kamera (CLK)                                   | Serial Clock von Kamera (CLK)                                   |
| P4    | Far to Near                                                     | Data, Serial I/O                                                | Data, Serial I/O                                                |
| P5    | x                                                               | x                                                               | Hotline, Pulse (RW2)                                            |
| P6    | Relative Distance                                               | x                                                               | Spannungsversorgung für AF-S-Motor (VCC)                        |
| P7    | Masse (GND)                                                     | Masse (GND)                                                     | Masse (GND)                                                     |
| P8    | x                                                               | x                                                               | nur bei manchen AF-S Objektiven, Hotline, Pulse                 |
| P9    | x                                                               | x                                                               | nur bei manchen AF-S Objektiven                                 |
| P10   | x                                                               | x                                                               | nur bei manchen AF-S Objektiven                                 |
| Mount | -                                                               | -                                                               | Masse (GND)                                                     |

x = Pin nicht vorhanden

## Geschichtliche Entwicklung
Das Bajonett wurde im Laufe der Jahre vom Hersteller immer wieder verändert und weiterentwickelt, um Kameras und Objektive mit neuen Merkmalen anbieten zu können.
Im Jahr 1959 wurde das Bajonett mit dem Kameramodell Nikon F eingeführt. Es diente im Wesentlichen einem mechanisch soliden Anschluss und war, neben der rein optischen Funktion, nicht für die Übertragung weiterer Parameter ausgelegt. Die Blendeninformation des Objektivs konnte dennoch mittels eines Metallaufsatzes am Blendenring, der so genannten „Nikon-Gabel“, auf einen Schieber an der Kamera übertragen werden.
Ab 1977 konnte die Lichtstärke des Objektivs an den Belichtungsmesser der Kamera übermittelt werden. Außerdem wurde die Blendeninformation von nun an über eine Nocke hinten am Blendenring des Objektivs übertragen. Diese kann einen Schieber an der Kamera bewegen. Die Funktion wurde von den neu eingeführten Ai-Objektiven unterstützt.
Ab 1982 konnte die Blende des Objektivs von der Belichtungsautomatik der Kamera gesteuert werden. Dies wurde mit den Modellen Nikon F-301 und Nikon FA eingeführt.
Im April 1983 wurde eine erste Autofokusfunktionalität realisiert. Sie beruhte auf einem in das Objektiv eingebauten Fokussiermotor. Der Autofokus wurde mit dem Kameramodell Nikon F3 AF sowie zwei F3-AF-Objektiven angeboten.
Im Jahr 1986 wurde der Autofokusmechanismus verändert. Der Fokussiermechanismus wurde nun durch einen Elektromotor im Gehäuse der Kamera angetrieben, der über eine mechanische Kupplung, ähnlich einem Schlitzschraubendreher, mit dem Objektiv verbunden ist. Der Autofokus wurde mit dem Kameramodell Nikon F-501 sowie verschiedenen Objektiven angeboten.
Ab 1992 war es mit D-Objektiven möglich, die Entfernung zum Fotoobjekt vom Objektiv an den in der Kamera befindlichen Belichtungsmesser zu übertragen. Dies ermöglichte eine bessere Belichtungs- und Blitzbelichtungsmessung. D-Objektive wurden zusammen mit dem Kameramodell Nikon F90 eingeführt.
Mit der Einführung von digitalen Spiegelreflexkameragehäusen gab es ab 1999 DX-Nikkor-Objektive für Bildsensoren im kleineren DX-Format, die mit dem gleichen Objektivanschluss ausgestattet, jedoch für einen kleineren Bildkreis gerechnet wurden.
2018 führte Nikon dann das neu entwickelte Z-Bajonett für spiegellose Systemkameras ein, das über einen Objektivadapter auch mit FX- und DX-Nikkor-Objektiven kompatibel gemacht werden kann.